# OSTF1
OSTF1‏ (Osteoclast stimulating factor 1) هوَ بروتين يُشَفر بواسطة جين OSTF1 في الإنسان.